# Staunton (Indiana)
Staunton is een plaats (town) in de Amerikaanse staat Indiana, en valt bestuurlijk gezien onder Clay County.

## Demografie
Bij de volkstelling in 2000 werd het aantal inwoners vastgesteld op 550.
In 2006 is het aantal inwoners door het United States Census Bureau geschat op 559, een stijging van 9 (1,6%).

## Geografie
Volgens het United States Census Bureau beslaat de plaats een oppervlakte van
0,9 km², geheel bestaande uit land. Staunton ligt op ongeveer 192 m boven zeeniveau.

## Plaatsen in de nabije omgeving
De onderstaande figuur toont nabijgelegen plaatsen in een straal van 12 km rond Staunton.